# Дарница (станция метро)
«Да́рница» (укр. «Да́рниця»,  (слушать)о файле) — 10-я станция Киевского метрополитена. Находится в Днепровском районе. Расположена на Святошинско-Броварской линии, между станциями «Левобережная» и «Черниговская».

## История
Открыта 5 ноября 1965 года. Название получила от исторической местности Дарница, которая в действительности расположена в нескольких километрах от станции. Пассажиропоток — 51,8 тыс. чел./сутки.

## Описание
Станция соединяется путями с электродепо «Дарница». Рядом со станцией находятся гостиница «Братислава» и универмаг «Детский мир».
Станция наземная открытого типа с островной платформой. Посадочная платформа прикрыта навесом, опирающимся на колонны, расположенные по центру. Имеет два выхода: восточный совмещен с подземным переходом под Броварским проспектом с выходами в сторону Северо-Броварского массива и Соцгорода, западный (открыт 27 ноября 2006 года) расположен над путями и оборудован двумя эскалаторами, работающими на подъём, с выходом в сторону улицы Строителей.

## Оформление
Оформление станции идентично «Левобережной» и «Гидропарку», станцию отличает только использование в отделке коричневой плитки.

## Режим работы
Открытие — 5:30, закрытие — 0:06
Отправление первого поезда в направлении:
- ст. «Лесная» — 5:51
- ст. «Академгородок» — 5:39

Отправление последнего поезда в направлении:
- ст. «Лесная» — 0:39
- ст. «Академгородок» — 0:09

## Изображения
- Платформа станции
- Платформа станции
- Платформа станции
- Название станции на платформе
- Подземный вестибюль
- Подземный вестибюль
- Новый надземный вестибюль